# Nilanga
Nilanga é uma cidade  no distrito de Latur, no estado indiano de Maharashtra.

## Geografia
Nilanga está localizada a 18° 06′ N, 76° 46′ L. Tem uma altitude média de 583 metros (1912 pés).

## Demografia
Segundo o censo de 2001, Nilanga tinha uma população de 31,660 habitantes. Os indivíduos do sexo masculino constituem 52% da população e os do sexo feminino 48%. Nilanga tem uma taxa de literacia de 66%, superior à média nacional de 59.5%: a literacia no sexo masculino é de 74% e no sexo feminino é de 57%. Em Nilanga, 15% da população está abaixo dos 6 anos de idade.